# Aptosimum suberosum
Aptosimum suberosum là một loài thực vật có hoa trong họ Huyền sâm. Loài này được F.E.Weber mô tả khoa học đầu tiên năm 1903.